# Plik skompresowany
Plik skompresowany – plik zawierający dane poddane kompresji. W postaci skompresowanej dane zajmują mniej pamięci, co jest główną zaletą takiego sposobu ich przechowywania. Odczytanie pliku skompresowanego nie jest możliwe bezpośrednio, konieczna jest wcześniejsza dekompresja, czyli przywrócenie stanu pierwotnego. Fakt ten jest wykorzystywany do zachowania poufności danych, wtedy kompresję łączy się z szyfrowaniem. Slangowo kompresję określa się mianem pakowania, mówi się również o spakowanych danych, pakerach lub rozpakowywaniu.
Można rozróżnić kompresję stratną i bezstratną. Kompresja stratna używana jest głównie do zapisu danych medialnych na przykład dźwięku i grafiki, gdzie dopuszczalne są niewielkie przekształcenia treści oryginału. Do kompresji plików z danymi, które muszą być zachowane dokładnie, takich jak kod programu czy tekst, stosuje się kompresję bezstratną.